# Жена на нултој тачки
Жена на нулти тачки (арапски: امرأة عند نقطة الصفر) је роман египатске списатељице Навал ел Садави, написан 1975. године, а објављен на арапском језику 1977. године. Роман је инспирисан сусретом аутора са затвореницом у затвору Канатир и представља приповест у првом лицу Фирдеус, жене осуђене на смрт због убиства, која исприча своју животну причу пре погубљења. У делу су присутне теме женског положаја и улоге у патријархалном друштву.

## Позадина
Крајем 1972. године, Навал Ел Садави је смењена са места директорке здравственог образовања и главне уреднице часописа Здравље након објављивања књиге Жене и секс. Током истраживања неурозе код египатских жена, упознала је лекара у затвору Канатир који ју је информисао о животу затвореница, укључујући и једну жену осуђену на вешање због убиства мушкарца. Заинтригирана, Садави је затражила да посети затвор и упозна ту жену, а током јесени 1974. године организовала је истраживање у затвору Канатир. Том приликом обишла је бројне затворенице у ћелијском блоку и психијатријској клиници, спроводећи двадесет једну детаљну студију случаја, које је касније објавила у књизи Жене и неурозе у Египту (1976). Међутим, Фирдеус је остала „жена засебна“ у њеном раду.
Фирдеус је погубљена 1974. године, али је оставила снажан утисак на Садави, која је истицала да се није могла смирити док није испричала њену причу, због чега је роман о Фирдеус написала за само недељу дана. Садави је описује као мученицу и изражава дивљење према њој, истичући да је „мало људи спремно да се суочи са смрћу због принципа“. Касније, током сопственог затвора у Канатиру 1981. године због политичких активности, Садави је размишљала о томе да ће у затвору срести Фирдеус, неспособна да поверује да је жена која ју је инспирисала заиста мртва.

### Историја објављивања
Египатски издавачи су у почетку одбили књигу, па је прво издање романа Жена на нултој тачки објавила издавачка кућа Дар ал-Адаб из Бејрута 1977. године, а друго издање 1979. године. Роман је касније преведен на двадесет два језика. Превод на енглески језик првобитно је објављен 1983. године у издању лондонске куће Zed Books.

## Резиме радње
Роман почиње причом психијатра који истражује затворенице у женском затвору. Затворски лекар говори о жени по имену Фирдаус, која се разликује од осталих осуђеница, ретко једе или спава, не разговара са другима и никада не прима посетиоце. Лекар верује да она није способна за убиство, али је Фирдаус одбила да потпише било какве жалбе у своју корист. Психијатар више пута покушава да разговара са њом, али Фирдаус одбија комуникацију, што доводи до кризе самопоуздања код психијатра. Она постаје опседнута идејом да је Фирдаус морално супериорнија чак и од председника, коме је Фирдаус одбила да пошаље жалбу. Док психијатар напушта затвор, чувар јој саопштава хитну поруку, да Фирдаус жели да разговара са њом. Током сусрета, Фирдаус јој одмах наређује да затвори прозор, седа и тражи да је пажљиво слуша, објашњавајући да ће те вечери бити погубљена и да жели да исприча своју животну причу.
Фирдаус описује сиромашно детињство у пољопривредној заједници. Сећа се да ју је збуњивала разлика између очевих поступака, попут премлаћивања мајке, и његове посвећености исламској вери. Ти дани су били релативно срећни, јер је слата на поља да ради и чува козе. Ужива у пријатељству са дечаком по имену Мухамед, са којим игра „младу и младожењу“, и описује своје прве сусрете са стимулацијом клиториса. Једног дана, Фирдаусина мајка шаље по жену са ножем, која јој осакаћује гениталије. Од тада, Фирдаус добија задатак у кући. Фирдеусин ујак почиње да показује сексуално интересовање за њу, а она описује свој нови недостатак осетљивости клиториса, напомињући: „Радио ми је оно што ми је Мухамед раније радио. У ствари, радио је још више, али више нисам осећала снажан осећај задовољства који је зрачио из непознатог, а опет познатог дела мог тела... Било је као да се више не могу сетити тачног места одакле је некада излазило, или као да је део мене, мог бића, нестао и никада се неће вратити.“
Након смрти родитеља, Фирдеус прихвата њен ујак, који је шаље у основну школу, коју она воли. Она одржава блиски однос са својим ујаком, који наставља да показује сексуално интересовање за њу. Након што Фирдеус добије сведочанство о завршеној основној школи, расте дистанца између ујака и нећаке, а њен ујак се жени и повлачи сву наклоност и пажњу. Тензије између Фирдеус и њене тетке расту све док Фирдеус не буде смештена у интернат, где се Фирдеус заљубљује у учитељицу по имену госпођица Икбал, према којој осећа обострану везу, али Икбал је држи на одстојању и никада јој не дозвољава да јој се приближи.
Након дипломирања, Фирдеусина тетка убеђује ујака да организује њен брак са шеиком Махмудом, кога описује као „врлог човека“ којем је потребна послушна жена. Иако Фирдеус размишља о бекству, на крају прихвата брак. Махмуд је четрдесет година старији и има рану на бради из које цури гној. Он проводи већину времена у кући, пажљиво контролишући сваки Фирдеусин покрет и почиње да је физички злоставља.
Фирдаус бежи и бесциљно лута улицама све док не сврати у кафић ради одмора. Власник кафића, Бајуми, нуди јој чај и смештај док не пронађе посао, што она прихвата. Након неколико месеци, Фирдаус му саопштава да жели да пронађе посао и свој дом. Тада Бајуми постаје насилан и жестоко је туку. Он је закључује током дана и дозвољава својим пријатељима да је злостављају, вређају и силују. На крају, Фирдаус успева да затражи помоћ од комшинице, која позива столара да отвори врата, што јој омогућава бекство.
Док је у бекству, Фирдаус упознаје мадам Шарифу Салах ел Дине, која је прима у свој бордел као проститутку високе класе. Шарифа јој објашњава да су сви мушкарци исти и да мора бити тврђа од живота ако жели да преживи. У замену за рад у борделу, Фирдаус добија луксузну одећу и укусну храну, али не осећа задовољство у животу. Једне вечери Фирдаус чује свађу између Шарифе и свог сводника, Фавзија, који жели да је узме за себе. Током свађе, Фавзи савладава Шарифу и силује је, чиме Фирдаус схвата да чак ни Шарифа нема праву моћ. Након тога, бежи из бордела. Лутајући по кишној ноћи, налази странца који јој пружа уточиште у свом дому. Он спава са њом, али није толико одвратан као други мушкарци са којима је до тада била у контакту. Након односа, даје јој новчаницу од 10 фунти, што изазива код Фирдаус тренутак буђења. Она описује овај тренутак као „решавање енигме у једном брзом, задивљујућем тренутку, откидање покрова који је скривао истину коју сам заправо доживела још као дете, када ми је отац први пут дао новчић да држим у руци и будем свој“. Фирдаус схвата да може да влада над мушкарцима одбијајући их и да може да их примора да се покоре њеној вољи тако што ће сама одредити цену. Тако стиче самопоуздање и убрзо постаје богата и тражена проститутка. Запошљава кувара и помоћника, ради колико жели и негује снажна пријатељства. Међутим, када јој пријатељица Дија каже да није угледна, ова увреда има дубок и непосредан утицај на Фирдаус, која схвата да више не може да настави да ради као проститутка.
Фирдаус се запошљава у локалној канцеларији и одбија да користи своје тело како би обезбедила унапређење или повећање плате вишим званичницима. Иако верује да ће јој нови посао донети поштовање, зарађује знатно мање новца него као проститутка и живи у бедним условима. Поред тога, канцеларијски посао јој пружа мало аутономије и слободе које је до тада ценила. Касније се заљубљује у Ибрахима, колегу и револуционарног председника, са којим развија дубоку емотивну везу. Међутим, када Ибрахим објављује веридбу са ћерком председника, очигледно намештену у циљу унапређења његове каријере, Фирдаус схвата да он не узвраћа њена осећања и да је користи искључиво за секс.
Сломљена и разочарана, Фирдаус се враћа проституцији, поново стиче велико богатство и постаје веома утицајна. Њен успех привлачи пажњу сводника Марзука, који има бројне политичке везе и прети јој полицијском акцијом. Марзук је више пута физички злоставља и тражи од ње већи проценат зараде. Фирдаус одлучује да напусти посао, али јој Марзук препречује пут и поручује да никада неће моћи да оде. Када он извлачи нож, Фирдаус га у одбрани узима и убоде га на смрт.
Одушевљена осећајем своје нове слободе, Фирдаус шета улицама све док је не покупи познати арапски принц. Она га одбија све док не пристане на њену цену од 3.000 фунти. Након што је трансакција завршена, Фирдаус му открива да је убила човека. Принц јој не верује, али је она плаши довољно да га убеди. Принц је ухапшен, а Фирдаус је осуђена на смрт. Она објашњава да је осуђена јер су се власти бојале да је пусте у живот, јер: „Мој живот значи њихова смрт. Моја смрт значи њихов живот. Они желе да живе.“ Док завршава своју исповест, наоружани полицајци долазе по њу. Психијатар седи запањен, док Фирдаус бива одведена на погубљење, схватајући да Фирдаус има већу храброст од ње саме.

## Књижевни значај и пријем
Критичари су хвалили Навал Ел Садави због разоткривања потчињености жена у блискоисточним друштвима. Међутим, Вен-Чин Оујанг истиче да арапски критичари са извесном резервом посматрају дело Садави и његову популарност у западним земљама, тврдећи да ауторка промовише негативне западне стереотипе о арапско-исламском мушком насиљу и доминацији. Такође, оспоравају његову вредност због наводних књижевних недостатака.